# Chociszew (stacja kolejowa)
Chociszew – stacja kolejowa w Chociszewie, w województwie łódzkim, w Polsce. Na stacji zatrzymują się tylko pociągi osobowe ŁKA oraz Regio spółki Polregio.

## Ruch pasażerski[1]
| Rok  | Wymiana pasażerska na dobę |
| ---- | -------------------------- |
| 2017 | 50-99                      |
| 2018 | 100-149                    |
| 2019 | 100-149                    |
| 2020 | 50-99                      |
| 2021 | 20-49                      |
| 2022 | 100-149                    |
| 2023 | 150-199                    |

## Modernizacja
W 2013 r. w ramach projektu budowy Łódzkiej Kolei Aglomeracyjnej przystanek został zmodernizowany:
- liczba peronów została zwiększona z 1 do 2,
- liczba krawędzi peronowych została zwiększona z 2 do 3.

14 czerwca 2015 r. stację rozpoczęły obsługiwać nowoczesne pociągi ŁKA.